# فرودگاه چیساسیبی
فرودگاه چیساسیبی (به انگلیسی: Chisasibi Airport) یک فرودگاه همگانی با کد یاتا YKU است که یک باند فرود شن دارد و طول باند آن ۱۱۵۶ متر است. این فرودگاه در کشور کانادا قرار دارد و در ارتفاع ۱۳ متری از سطح دریا واقع شده‌است.

## شرکت‌های هواپیمایی و مقصدهای پروازی
| شرکت‌های هواپیمایی | مقصدهای پروازی                                                                                             |
| ----------------- | --- |
| Air Creebec       | چیبووگاماو/چاپایس، ایستمین ریور، کویواراپیک، مونترآل-پییر الیوت ترودو، نمیسکو، ول-د ار، واسکاگانیش، ومینجی |